# 畢利 (警察隊長)
畢利（英語：Francis Joseph Badeley，1868年3月27日—1920年8月21日），英國殖民地官員，1901年至1913年任香港警察隊長。
畢利於1890年以官學生身份來港，曾任警察副隊長、助理總登記官、助理郵政司、助理輔政司等職務。警察隊長任內，畢利積極研究人力車政策，又曾經處理1908年騷亂以及1912年海盜襲擊長洲警署事件。

## 生平

### 早年生涯
畢利於1868年3月27日出生於英國諾福克郡阿迪比（Aldeby），是聖公會牧師愛德華·畢利（Edward Badeley）和瑪蒂達·珍·普利（Matilda Jane Pooley）的兒子。畢利於家中排行第二，他有一兄一弟，分別是佐治·愛德華·畢利（George Edward Badeley）和查理斯·腓特烈·畢利（Charles Frederick Badeley）。
畢利早年就讀於坎特伯雷神職人員孤兒學校（Clergy Orphan School, Canterbury），後憑獎學金以17歲之齡負笈劍橋大學耶穌學院修讀數學，以二級榮譽畢業。

### 殖民地生涯
大學畢業後，畢利於1890年通過東方官學生考試，獲港府聘請為官學生（現政務主任）。投身港府初年，畢利便擔任警察副隊長一職。1893年至1900年間，他曾擔任助理總登記官、助理郵政司、助理輔政司等職務。擔任助理輔政司期間，畢利曾於1895年撰寫一備忘錄，記錄興中會在香港的行動，包括運送軍火和招攬成員。
1900年，畢利署任警察隊長一職，至1902年正式擔任此職。1901年，私人轎夫和人力車夫發起罷工，畢利聯同史密夫（Thomas Secrombe Smith）和韋確斯（Robert Chatterton Wilcox）訪問多位業界人士，始知罷工起因是因為私人轎夫和人力車夫無法收到應有的工資:23。畢利隨即建議建立登記制度，規定每位人力車夫要拍照存證；又建議設立一個獨立部門負責登記車夫和轎夫。畢利的建議受傳媒正面評價，但總督卜力爵士並不同意畢利的建議，認為此問題應該以經濟方式解決，但他最後同意立法管制私人轎夫和人力車夫，是為1902年第二號法例:24。至1912年，人力車夫因反對政府加重對車夫的刑罰而發起罷工，畢利亦與總登記官蒲魯賢着手調查事件，也與車夫會面，共同尋求解決方法，最終罷工持續三日後平息。任內，他與胡特豪（Philip Peveril John Wodehouse）引入蘇格蘭場的指紋系統，於罪犯被放逐之前收集他們的指紋以作恆常記錄之用，至1904年更將收集指紋的範圍擴展至被警方拘捕而又未入獄的疑犯。
1908年，清廷廣東水師在澳門路環島附近海面扣押日本輪船二辰丸，釀成二辰丸案，令部分在港華人受中國反日情緒影響，發起抵制日貨運動，破壞售舊貨的商店，並包圍西環貯藏日貨的倉庫。畢利遂調查此事，發現整個騷亂由25名「國恥會」幹部策劃。此外警方亦拘捕了96人，最後部分被捕者被判罰款，部分被捕者被判監禁6個月。事後畢利讚揚警隊的行動「富有毅力和忍耐」。
1911年，革命黨人發動辛亥革命，成功推翻清朝統治。不過，香港社會出現大量騷亂，出現市民違抗警察執法和攻擊在港西方人的行為。畢利提出，港府應該修訂於1886年制定的維持治安條例，亦應基於同年4月制定的笞刑條例給予裁判司權力向騷亂者施以九尾鞭之懲罰。最終，定例局通過對維持治安條例的修訂，香港政府更於同年制定社團條例。

#### 長洲警署事件
1912年8月，約50名海盜於深夜乘小艇上岸襲擊長洲警署，搶去警署保險箱內金錢及所有槍械彈藥，並殺害3名當值印籍警察，其後並搶掠商舖財物。事後，警察得知該班海盜逃至澳門，聯同澳門司警於澳門對面海灣仔拘捕4名海盜，並搜穫被劫的槍械和彈藥。4人最終被判死刑:48。
總督梅含理其後為此設立委員會，任命輔政司、庫務司、律政司為委員會成員。結果，委員會最終認為畢利要對警署防衛和起居設施不足負責。
畢利為此作出回應，他指出過去13年間，長洲有足夠的的警察駐紮；歷任港督以及他本人均定期到長洲巡視，並未發現重大問題，他更直言自己沒有預期這類事件會於長洲發生。但梅含理並未接受畢利的回應，更向殖民地部提出免去畢利警察隊長一職，但未獲批准。1913年，畢利辭去警察隊長一職，退休歸國。此外，襲擊事件過後，香港政府於長洲興建一座保安更嚴密、地理位置更有優勢的新警署，並沿用至今:49。

### 晚年生涯
畢利退休後退居薩福克郡洛斯托夫特，至1920年8月21日因心臟衰竭猝逝，終年僅52歲。